# Cerkiew św. Pantelejmona w Kowlu
Cerkiew św. Pantelejmona – prawosławna cerkiew w Kowlu, należąca do eparchii włodzimiersko-wołyńskiej Ukraińskiego Kościoła Prawosławnego Patriarchatu Moskiewskiego.
Budynek został poświęcony 4 października 2009 przez biskupa włodzimiersko-wołyńskiego Nikodema. Pełni funkcję cerkwi szpitalnej.